# Византийские эмали

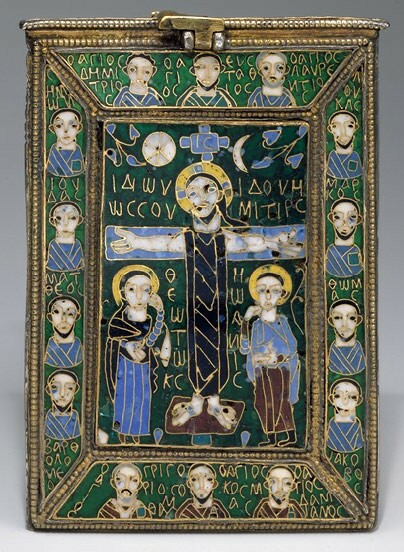
Византийская ставротека «Честного Креста», ок. 880 года

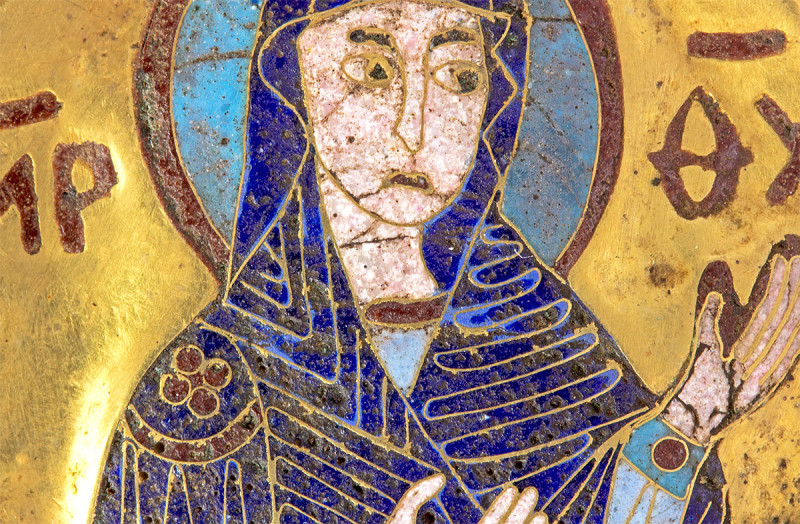
Икона Божией Матери «Агиосоритисса». Византия, золото, эмаль. XI - XII век.

Византийские эмали — произведения декоративно-прикладного искусства, выполненные в Византийской империи в технике перегородчатой и выемчатой эмали. Изделия, созданные в Византии в данной технике, поражают удивительной тонкостью работы и чистотой оттенков смальты. Для византийцев перегородчатая эмаль имела особую ценность не только из-за золота самого изделия, но по причине того, что «смальта и металл прежде чем стать изображением, должны были пройти очистительное действие огня». Изделия, выполненные в такой технике, вызывали восхищение и зависть у правителей соседних с Византией стран и являлись драгоценными подарками для них от византийских императоров (например, корона Мономаха и корона святого Иштвана).

## История
Перегородчатая эмаль в Византии известна с VI века. Византийские историки описывают престол собора Святой Софии (VI век), указывая на его орнаменты в технике эмали. Также и многие двери собора были эмалированы. Расцветом искусства византийской эмали стал XI век (например, Пала д'Оро, корона Мономаха). Изделия этого периода отличает наиболее тонкий слой эмали, чистота и прозрачность красок, а также особая шлифовка, которая придаёт блеск поверхности.
Техника эмали нашла в Византии себе обширное применение при изготовлении не только драгоценной церковной утвари — потиров, других священных сосудов, дарохранительниц, ковчежцев для мощей, окладов на богослужебные книги, небольших икон, крестов и прочего, — но и различных ювелирных изделий светского характера (известно о столовой посуде императора Юстиниана с эмалевыми изображениями его побед). В Византии эмали употреблялись почти исключительно для украшения золотых вещей.
Из Византии искусство эмали распространилось, с одной стороны, в Грузию и Русь домонгольского периода, а с другой — в Западную Европу, где, начиная с XI века, это мастерство процветало особенно на Рейне (в Кёльне, Трире и других местах) и во Франции, в Лиможе. При этом на западе ювелиры отдали предпочтение более простой технологии выемчатой эмали. К периоду заката Византийской империи (XIV—XV века) эмали уже не отличались прозрачными и яркими красками.

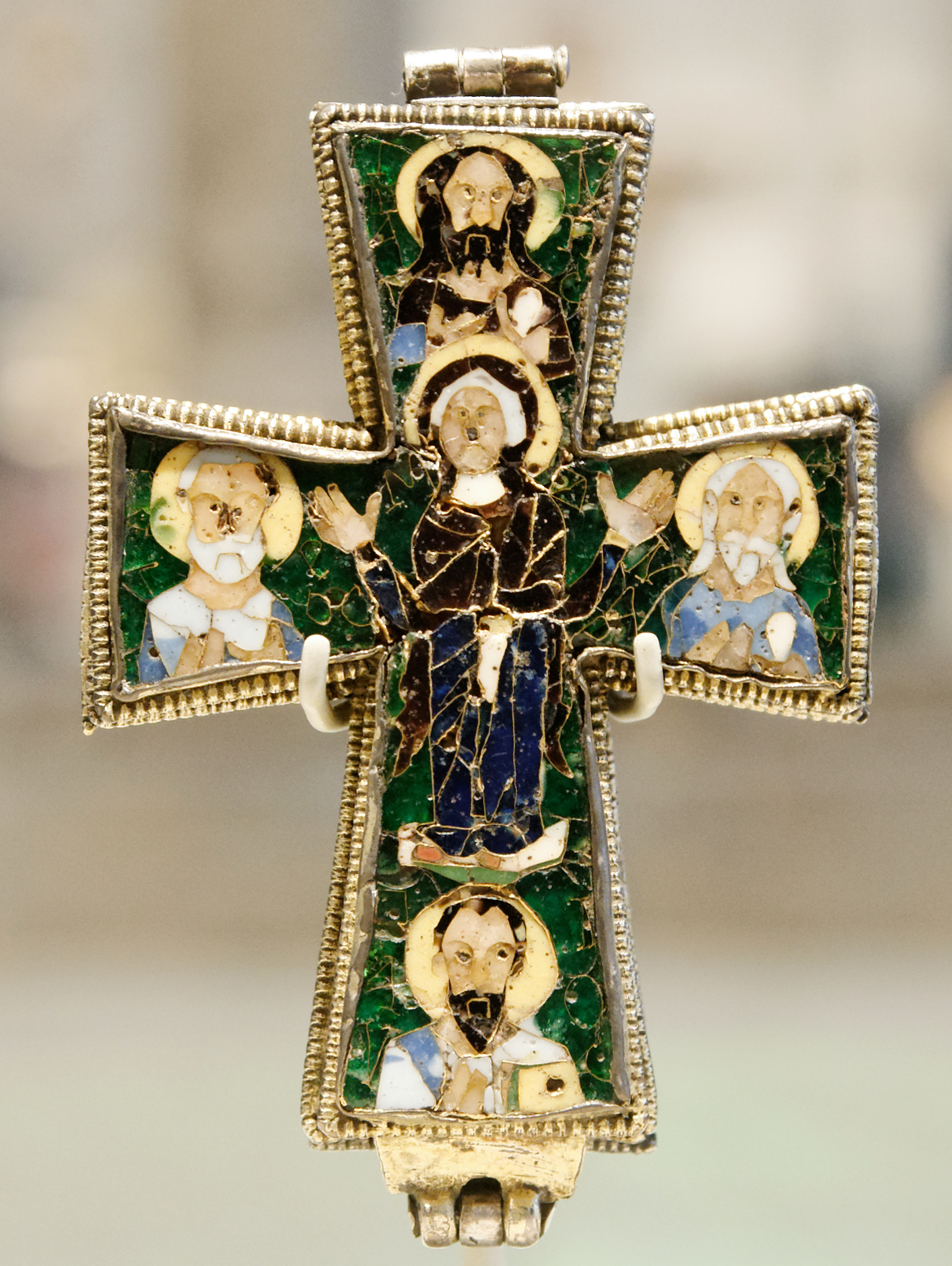
Бересфордский крест надежды — около IX века
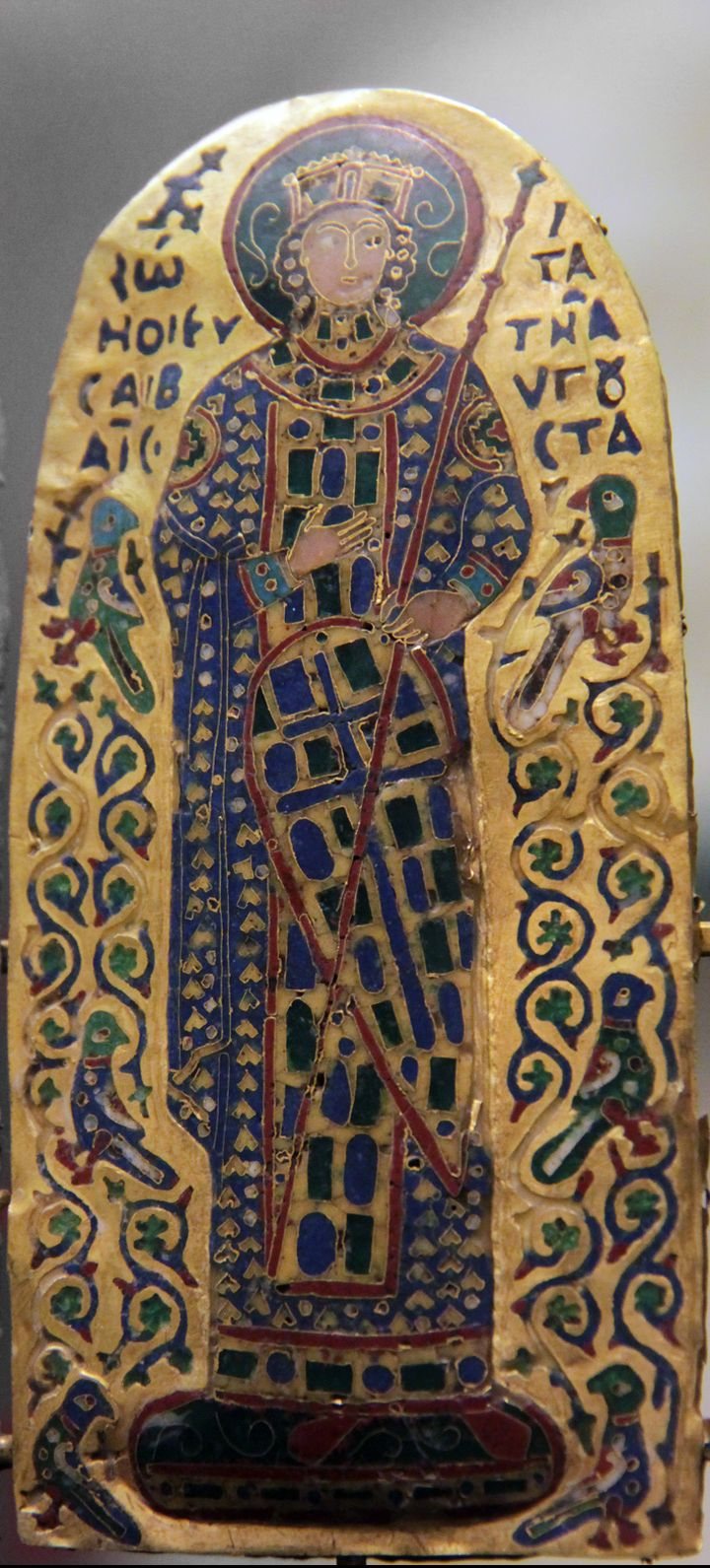
Византийская эмаль императрицы Зои из короны Мономаха — начало XI века
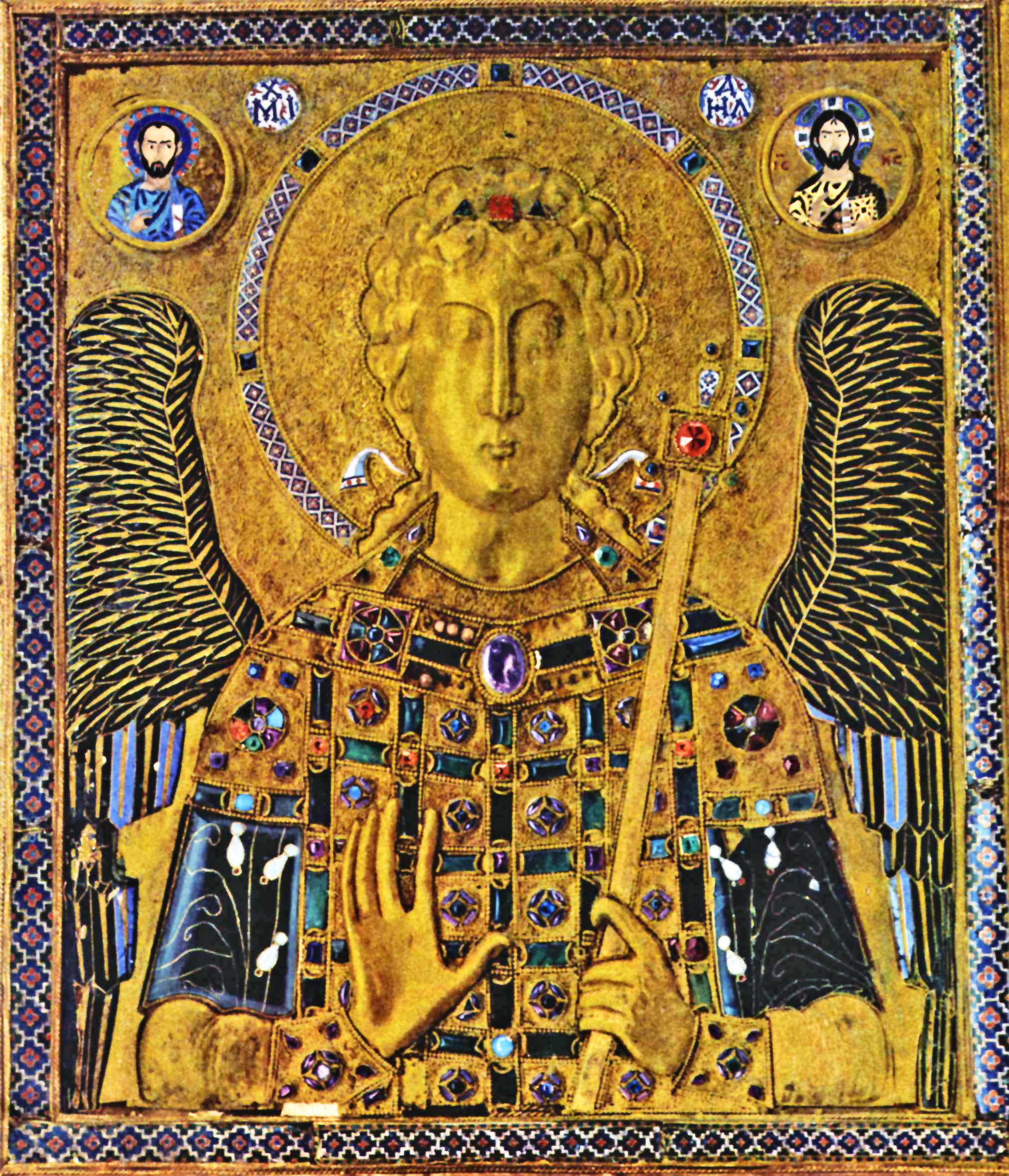
Архангел Михаил, XI век
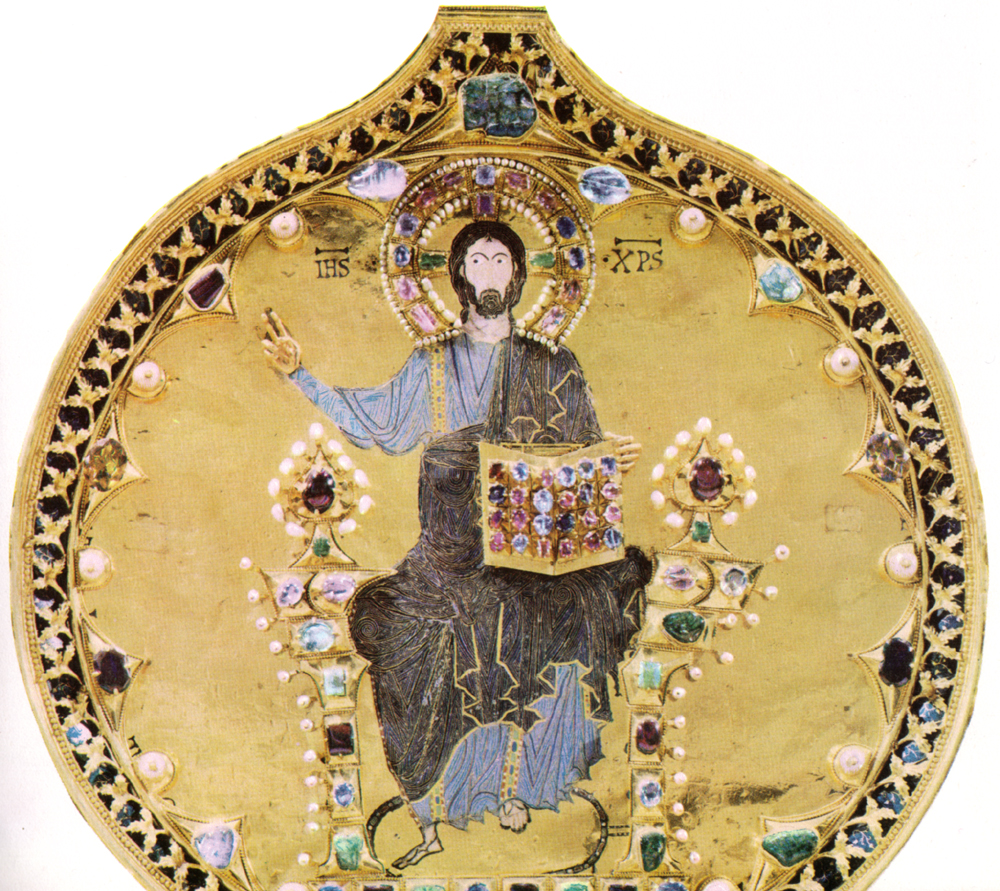
Христос Пантократор, X век (деталь Пала д'Оро)
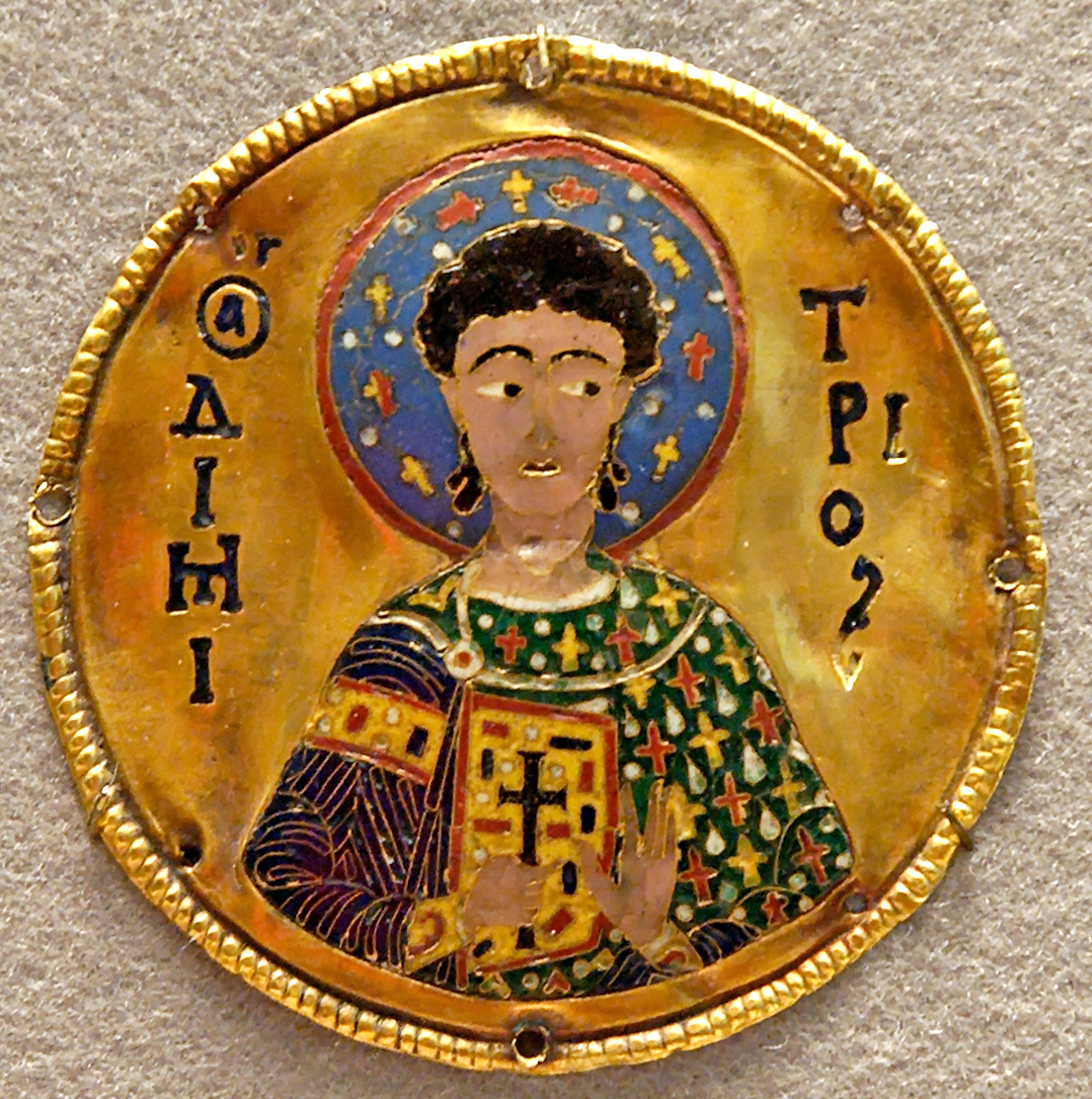
Святой Димитрий, ок. 1100 года
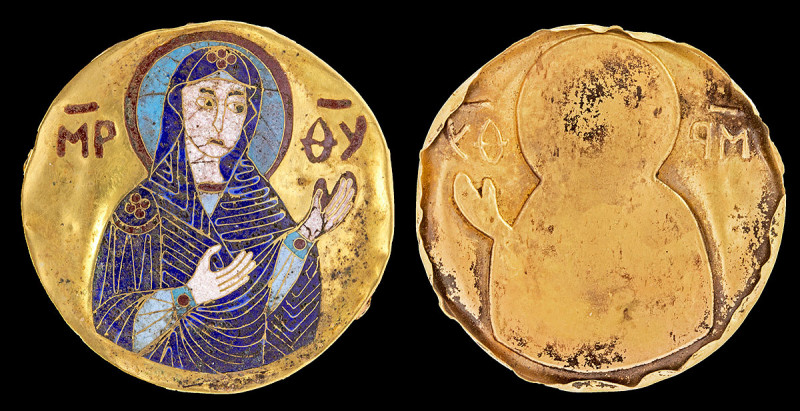
Икона Божией Матери «Агиосоритисса». Византия, золото, эмаль. XI - XII век.

## Известные византийские эмали
- Пала д'Оро — алтарный образ в базилике Святого Марка (Венеция), состоит из около 250 миниатюр, выполненных в технике перегородчатой эмали.
- Корона Мономаха — корона из золотых пластин, украшенных изображениями в технике перегородчатой эмали, созданная между 1042—1050 годами по заказу византийского императора Константина IX Мономаха.
- Корона святого Иштвана — традиционная корона венгерских королей, прислана королю Гезе I императором Михаилом VII Дукой.